# Тоцкий, Леонид Григорьевич
Леонид Григорьевич Тоцкий (укр. Леонід Григорович Тоцький) (12 февраля 1932, с. Лехновка Барышевского района Киевской области, УССР — 5 февраля 2022, Киев) — советский и украинский художник и реставратор, работавший в области монументально-декоративного искусства.

## Биография
Окончил Киевский государственный художественный институт (1965), его педагогом по специальности был Лев Витковский.
Основные произведения Леонида Тоцкого: росписи, мозаики, витражи, ковка. В частности, он занимался оформлением санаториев «Бердянск», «Лазурный» (1972—1978). В 1991—1997 занимался реставрацией стенных росписей Сергея Васильковского в доме бывшего Полтавского губернского земства (ныне — Полтавский краеведческий музей). Был главным художником восстановления мозаик и росписей центрального нефа Михайловского златоверхого собора (1999).
18 ноября 2015 года в Киеве при участии Леонида Тоцкого состоялось совещание рабочей группы по размещению на месте разрушенной Десятинной церкви (Владимирская улица) двух копий фрагментов мозаичного пола, выполненных Тоцким ещё в 1981—1982 годах по образцу фрагментов, обнаруженных ранее при раскопках. Тоцкий выполнил эти копии в преддверии официального празднования 1500-летия Киева, однако тогда его работа осталась невостребованной.
В 2016 году вместе с помощниками выполнил мозаичное панно для фасада павильона Золотых ворот «Богородица — Знамение». Панно было размещено ко дню города в нише над коваными воротами, созданной здесь ещё при реконструкции Золотых ворот, открытых к празднику в 1982 году.
Скончался 5 февраля 2022 года.

## Награды и звания
- Член НСХУ (1987);
- Член-корреспондент Академии архитектуры Украины.